# پا سانکو سونکو
پا سانکو سونکو (انگلیسی: Pa Ousman Sonko؛ زادهٔ ۲۶ دسامبر ۱۹۸۴) بازیکن فوتبال اهل گامبیا بود.
از باشگاه‌هایی که در آن بازی کرده است می‌توان به باشگاه ورزشی کاپفنبرگر، باشگاه فوتبال آستریا زالتسبورگ، باشگاه فوتبال ردبول زالتسبورگ، و باشگاه فوتبال رایندورف آلتاخ اشاره کرد.
وی همچنین در تیم ملی فوتبال گامبیا بازی کرده است.